# Jacques Goumai
Jacques Goumai Nassam (* 17. April 1972) ist ein ehemaliger togoischer Fußballspieler.

## Leben
Der Stürmer spielte in seinem Heimatland Togo beim Verein Étoile Filante de Lomé, ehe er nach Deutschland kam. Er verstärkte in Frankfurt die Mannschaft des FC Italia Enkheim, 1993 wechselte Goumai zu Borussia Fulda und erzielte in der Saison 1993/94 16 Tore in der Oberliga Hessen. Trainer Ulrich Sude nahm Goumai 1994 mit zum Zweitligisten FC Homburg. Er wurde in Homburg während der Saison 1994/95 in 13 Spielen der 2. Fußball-Bundesliga eingesetzt und erzielte drei Tore. Aufgrund von zwei Leistenoperationen musste er im Laufe des Spieljahres lange pausieren. Er stieg mit Homburg in die Regionalliga ab, dort machte Goumai in der Saison 1995/96 als treffsicherer Angreifer auf sich aufmerksam und kam auf 17 Saisontore in der Liga.
Zur Saison 1997/98 wurde Goumai vom Zweitligisten FC St. Pauli verpflichtet. Schon 1996 hatten sich der Stürmer und die Hamburger auf einen Wechsel geeinigt, der seinerzeit aber noch am Widerstand des FC Homburg scheiterte. Goumai konnte sich bei den Hamburgern jedoch nicht durchsetzen, kam nur in drei Zweitligabegegnungen zum Einsatz, Trainer Gerhard Kleppinger sortierte ihn im Laufe der Saison aus. 1997 wechselte der Stürmer zu einem weiteren Zweitligisten, FSV Mainz 05. Für die Mannschaft bestritt er bis 1999 elf Zweitligaspiele.
In der Saison 1999/2000 verstärkte Goumai erst den Regionalliga-Verein SV Wehen, wechselte während des Spieljahres zum SC Verl (ebenfalls Regionalliga). An seine torreiche Regionalliga-Zeit in Homburg konnte er aber bei keinem der beiden Mannschaften anknüpfen. Goumai setzte seine Laufbahn ab der Saison 2000/01 beim Oberligisten Wuppertaler SV fort. Sein erfolgreichstes Spieljahr bei dem Verein war 2001/02, als ihm in 22 Oberliga-Einsätzen sechs Treffer gelangen. 2003 stieg er mit Wuppertal in die Regionalliga auf. Goumai spielte bis 2004 beim WSV.
In späteren Jahren lief er im Amateurbereich für die Vereine TSV Ronsdorf, VfB Hilden und FSV Vohwinkel auf. Als Trainer wurde der ehemalige Nationalspieler Togos in der Fußballschule von Thomas Kastenmaier tätig.